# National Board of Review Awards 1944
La 16ª edizione dei National Board of Review Awards si è tenuta il 23 dicembre 1944.

## Classifiche

### Migliori dieci film
- Thunder Rock, regia di Roy Boulting
- Prigionieri dell'oceano (Lifeboat), regia di Alfred Hitchcock
- Bernadette (The Song of Bernadette), regia di Henry King
- Wilson, regia di Henry King
- Missione segreta (Thirty Seconds Over Tokyo), regia di Mervyn LeRoy
- La mia via (Going My Way), regia di Leo McCarey
- Incontriamoci a Saint Louis (Meet Me in St. Louis), regia di Vincente Minnelli
- Il ribelle (None But the Lonely Heart), regia di Clifford Odets
- Evviva il nostro eroe (Hail the Conquering Hero), regia di Preston Sturges
- Il miracolo del villaggio (The Miracle of Morgan's Creek), regia di Preston Sturges

## Premi
- Miglior film: Il ribelle (None But the Lonely Heart), regia di Clifford Odets
- Miglior documentario:
  - The Memphis Belle: A Story of a Flying Fortress, regia di William Wyler
  - Attack! The Battle for New Britain
  - With the Marines at Tarawa
  - Battle for the Marianas, regia di Gordon Hollingshead
  - Tunisian Victory, regia di Frank Capra e Hugh Stewart